# Чайлз, Лоис
Лоис Чайлз (англ. Lois Chiles, род. 15 апреля 1947) — американская актриса и фотомодель.

## Жизнь и карьера
Лоис Кливленд Чайлз родилась в Хьюстоне, штат Техас. Закончив Техасский университет в Остине, в 1970 году она подписала контракт с агентством Вильгельмины Купер, а два года спустя дебютировала как актриса в фильме «Вместе навсегда». В следующем году она снялась в фильме «Встреча двух сердец» с Барброй Стрейзанд и Робертом Редфордом. Затем она снялась в фильме «Великий Гэтсби» с Редфордом и Миа Фэрроу, а в 1978 году исполнила главную женскую роль в картине «Смерть на Ниле», экранизации одноимённого романа Агаты Кристи.
Лоис Чайлз добилась наибольшей известности благодаря роли доктора Холли Гудхед, девушки Джеймса Бонда, в кинофильме 1979 года «Лунный гонщик». Несмотря на успех её карьера в последующие годы складывалась малоуспешно и актриса исполняла в основном роли второго плана в таких фильмах как «Сладкая свобода» (1986), «Телевизионные новости» (1987), «Смерч» (1989), «Няня» (1995), «Запёкшаяся кровь» (1995) и «Загадай желание» (1996), «Скорость 2: Контроль над круизом» (1997). Она также сыграла главную роль в фильме ужасов 1987 года «Калейдоскоп ужасов 2». Кроме этого Чайлз появилась в нескольких телешоу, наиболее известное из которых «Даллас», где актриса играла роль Холли Харвуд, любовницы Джей Эра, в 1982—1983 годах.

## Избранная фильмография
| Год  | Русское название                                      | Оригинальное название                       | Роль                       | Примечания                           |
| ---- | ----------------------------------------------------- | ------------------------------------------- | -------------------------- | ------------------------------------ |
| 1973 | Встреча двух сердец                                   | The Way We Were                             | Кэрол Энн                  |                                      |
| 1974 | Великий Гэтсби                                        | The Great Gatsby                            | Джордан Бейкер             |                                      |
| 1978 | Кома                                                  | Coma                                        | Нэнси Гринли               |                                      |
| 1978 | Смерть на Ниле                                        | Death On The Nile                           | Линнет Дойл                |                                      |
| 1979 | Лунный гонщик                                         | Moonraker                                   | доктор Холли Гудхед        |                                      |
| 1987 | Калейдоскоп ужасов 2                                  | Creepshow 2                                 | Энни Лансинг               | сегмент: «путешествующий автостопом» |
| 1987 | Телевизионные новости                                 | Broadcast News                              | Дженнифер Мэк              |                                      |
| 1989 | Скажи что-нибудь                                      | Say Anything...                             | мать Дианы                 | в титрах не указана                  |
| 1989 | Смерч                                                 | Twister                                     | Вирджиния                  |                                      |
| 1991 | Когда наступит конец света                            | Until The End Of The World                  | Эльза Фарбер               |                                      |
| 1991 | Дневник наёмного убийцы                               | Diary of a Hitman                           | Шейла                      |                                      |
| 1995 | Няня                                                  | The Babysitter                              | Бернис Холстен             |                                      |
| 1996 | Запёкшаяся кровь                                      | Curdled                                     | Катрина Брандт             |                                      |
| 1996 | Загадай желание                                       | Wish Upon a Star                            | директор Мэри Миттермиллер | ТВ-фильм                             |
| 1997 | Блаженство                                            | Bliss                                       | Ева                        |                                      |
| 1997 | Остин Пауэрс: Человек-загадка международного масштаба | Austin Powers: International Man of Mystery | жена подручного            | в титрах не указана                  |
| 1997 | Скорость 2: Контроль над круизом                      | Speed 2: Cruise Control                     | Селеста                    |                                      |